# 東光山
東光山（とうこうさん）は秋田県由利本荘市にある山。標高594メートル。

## 概要
長谷寺を開山した是山泰覚が山籠りの修行をしたことで知られる信仰の山で、笹森山（594.5メートル）を最高峰とする「赤田五峰山」のひとつ。登山シーズンは7月から11月頃とされており秋には山麓の紅葉が見頃を迎える。毎年9月1日には地元公民館主催の登山が行なわれるなど地元住民に親しまれている。